# Rhyacophila tamdaoensis
Rhyacophila tamdaoensis är en nattsländeart som beskrevs av Malicky 1995. Rhyacophila tamdaoensis ingår i släktet Rhyacophila och familjen rovnattsländor. Inga underarter finns listade i Catalogue of Life.